# Marcel Rosenberg
Marcel Izrailevich Rosenberg (1896-5 de marzo de 1938) fue un diplomático soviético, conocido por su papel durante la Guerra civil española.

## Biografía
Nacido en 1896, en el seno de una adinerada familia judía, Rosenberg se unió al cuerpo diplomático en 1918. Estuvo destinado Alemania, China, Italia o Francia. Fue también delegado soviético ante la Sociedad de Naciones (SdN), donde además fue uno de los subsecretarios generales de la SdN, desde 1934.
A finales de agosto de 1936 fue nombrado embajador de la Unión Soviética ante la República española. Una vez en España, Rosenberg desarrolló una intensa actividad, manteniendo encuentros habituales con políticos y funcionarios españoles. Inicialmente mantuvo buenas relaciones con el presidente del Consejo de ministros, el socialista Francisco Largo Caballero, apoyando tanto su política interna como la reorganización militar. Sin embargo, su intervencionismo en la política del gobierno republicano le indispuso con las autoridades españolas hasta el punto de ganarse la antipatía de algunos líderes republicanos. Rosenberg también se acabó haciendo impopular entre algunos diplomáticos soviéticos destinados en España. El 17 de febrero de 1937 fue llamado a Moscú y relevado de su cargo como embajador, siendo sustituido por Leon Gaykis. Rosenberg desapareció tras el inicio de la llamada «Gran Purga», sugiriéndose que resultó ejecutado víctima de la Purga.
Rosenberg fue ejecutado el 5 de marzo de 1938, según consta en las listas de ejecuciones firmadas por Stalin publicadas por la Asociación «Memorial» de Rusia.